# سوئلی
سوئلی (به ایتالیایی: Suelli) یک کومونه در ایتالیا است که در استان کالیاری واقع شده‌است. سوئلی ۱۹٫۲ کیلومتر مربع مساحت و ۱٬۱۷۹ نفر جمعیت دارد.